# Franz Himpsel
Franz Josef Himpsel (* 30. Oktober 1949 in Rosenheim) ist ein deutscher Physiker.
Himpsel erhielt 1973 das Diplom für Physik an der Ludwig-Maximilians-Universität München. Seine Arbeit beschäftigte sich mit Quantenelektrodynamik. Nach einem Jahr am CERN wurde er 1976 ebenfalls an der Ludwig-Maximilians-Universität München mit einer Arbeit über Photoemission aus Alkalihalogenid-Einkristallen promoviert. Er ging 1977 als Postdoc an das Thomas J. Watson Research Center und wurde sukzessive bis 1985 Leiter des Surface Physics Department. Von 1984 bis 1985 hatte Himpsel eine Gastprofessur an der Ludwig-Maximilians-Universität. 1995 wechselte Himpsel als Professor für Physik an die University of Wisconsin, wo er seit 2000 die Position als Ednor M. Rowe Professor of Physics innehat. Von 1997 bis 2002 war Himpsel Scientific Director am Synchrotron Radiation Center (SRC). Seit 2015 ist er emeritiert.
Seine Forschungsschwerpunkte sind Oberflächenphysik und Nanostrukturen.

## Auszeichnungen
- 1985 Peter Mark Award der American Vacuum Society
- 1985 Fellow der American Physical Society
- 1994 Mitglied der American Vacuum Society
- 1995 Mitglied der New York Academy of Sciences
- 2005 Semiconductor Surfaces, Interfaces and Nanostructures Prize
- 2005 Humboldt-Forschungspreis
- 2007 Davisson-Germer-Preis[3]